# Дім під глобусом

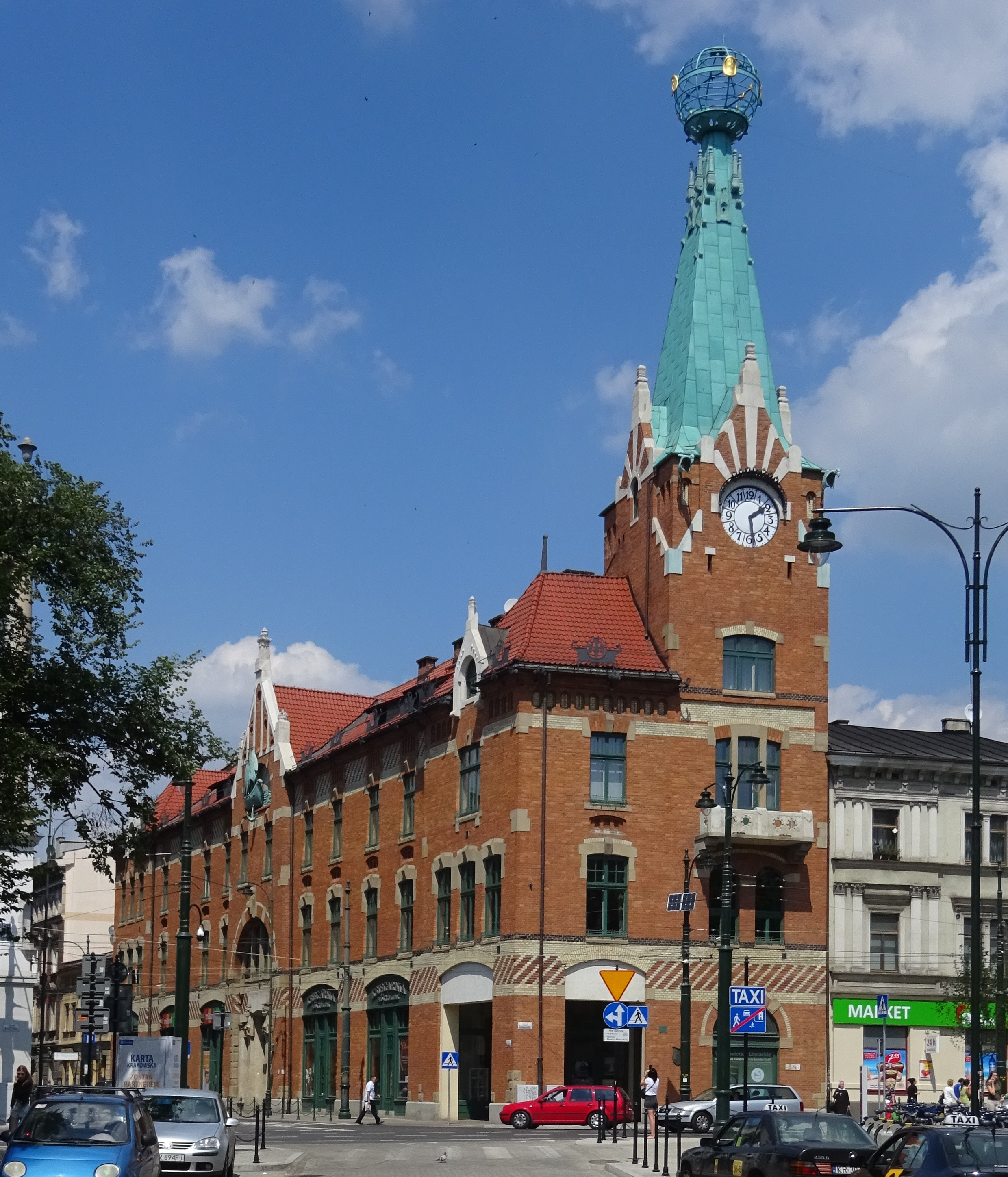
Книжковий магазин «Księgarnię Pod Globusem»

Дім під глобусом (пол. Dom Pod Globusem) — історична будівля, історико-архітектурна пам'ятка, розташована в Кракові на розі вулиць Длуга і Баштова. Будівлю внесено до реєстру пам'яток Малопольського воєводства (Польща), які охороняються державою.

## Будівництво та архітектура
Будівлю в стилі модерну було зведено 1906 року за проєктом польських архітекторів Франциска Мончинського і Тадеуша Стриєнського для правління Торгово-Промислового Дому.
Триповерхова цегляна будівля є зразком раннього модерну. На кутовий вежі, яку вінчає ажурний шпиль із символічним металевим глобусом, знаходяться годинник із підсвічуванням. Вхід з боку вулиці Длуга декорований барельєфами, які символічно зображують Торгівлю і Промисловість авторства скульптора Константи Лящка. У верхній частині фасаду знаходиться емблема Торгово-Промислового Дому, виготовлена з литого металу в 1905 році. Хол і сходи прикрашені ліпниною і вітражами, які зображують символи технічного прогресу і промисловості: локомотив, телеграфний стовп і фабрику, які виготовив Франциск Мончинський в майстерні «Krakowski Zakład Witrażów SG Żeleński».
У 1926—1928 роках будинок реставрували під керівництвом Юзефа Мехоффера. Після Другої світової війни в будівлі розташовувався цигарковий магазин. У 1950 році, після ліквідації Торгово-Промислового Дому, у даному приміщенні розміщувався повітовий комітет Польської об'єднаної робітничої партії і бакалійна крамниця.
У 1953 році будівлю перепланували, і перший поверх зробили наскрізним для проходу пішоходів.
У серпні 1966 року будинок було внесено до реєстру пам'яток культури Малопольського воєводства (№ А-318), які охороняються державою.

## Сьогодення
З 1986 по 1990 рік будинок перебував у процесі реставрації. З квітня 2006 року в колишньому цигарковому магазині відкрилася книжкова крамниця під назвою «Księgarnię Pod Globusem». На даний час дане приміщення займає видавництво «Wydawnictwo Literackie».